# Если бы знать…
«Если бы знать…» — российский художественный фильм 1993 года Бориса Бланка, свободная фантазия на тему пьесы Антона Чехова «Три сестры».

## Сюжет
1918 год, Гражданская война. В крымском городке на вокзале, из-за отсутствия сообщения, застряли несколько дворянских семей. Однако время идёт, а поезда всё не ходят. Обитателям вокзала приходится устраивать свою жизнь. Наталья поступает буфетчицей в ресторан. Андрей подрабатывает там же игрой на скрипке. Ольга преподаёт в мужской гимназии. Чебутыкин приторговывает дефицитными лекарствами из полковых запасов. Радость надежды сменяется отчаянием, страхом, никто не знает, сколько ему отведено в этой жизни. 

В итоге долгожданный состав всё же приходит...

## В ролях

### В главных ролях
- Андрей Ташков — Андрей Сергеевич Прозоров, профессор
- Юлия Меньшова — Наталья Ивановна, жена Прозорова, любовница Протопопова
- Марина Константинова — Ольга Сергеевна, учительница в мужской гимназии
- Елена Дробышева — Мария Сергеевна, жена Фёдора
- Юлиана Иванова — Ирина Сергеевна
- Александр Пашутин — Фёдор Ильич Кулыгин, муж Маши
- Виктор Бакин — Александр Игнатьевич Вершинин, полковник
- Андрей Дубовский — Николай Львович Тузенбах, барон
- Александр Домогаров — Василий Васильевич Солёный, офицер
- Ярослав Барышев — Иван Романович Чебутыкин

### В ролях
- Мария Скворцова — Анфиса, прислуга
- Евгений Сергеев — эпизод
- Николай Никитский — певец
- Надежда Бабкина — певица
- Илья Агапкин

### В эпизодах
- Николай Алексеев
- О. Зарубин
- Виталий Карк
- А. Ксендзовский
- Владимир Рогульченко
- Виктор Рудниченко
- Игорь Савочкин — Протопопов
- Алексей Троценко — Глеб, гимназист
- Мария Фаддеева — девица
- Дмитрий Хаустов
- Борис Шитиков

## Съёмочная группа
- Автор сценария: Виктор Мережко
- Режиссёр-постановщик: Борис Бланк
- Главный оператор: Анатолий Мукасей
- Главный художник: Борис Бланк
- Художник-постановщик: Любовь Скорина
- Художник по костюмам: Людмила Гаинцева
- Композитор: Юрий Саульский

## Награды
- 1993 — Премия Ника в номинации «за лучшую работу художника» (Борис Бланк)